# Андон Сапунджи
Андон Сапунджи (серб. Andon Sapundži) — сербський дипломат. Надзвичайний і Повноважний Посол Сербії в Україні (з 2024).

## Життєпис
У 2001 році отримав диплом бакалавра права Белградського університету
У 2002—2003 рр. — Третій секретар Міністерство закордонних справ Сербії
У 2005—2009 рр. — Другий секретар Посольства Республіки Сербія у Франції
У 2009—2012 рр. — Заступник директора Європейського відділу МЗС Сербії
У 2012—2016 рр. — Радник-посланник Посольства Республіки Сербія в Королівстві Бельгія
У 2016—2018 рр. — Заступник національного координатора CEI, WBF, EUSDR та EUSAIR, Белград, Сербія. У 2017 році — Офіцер зі зв'язків під час головування Естонії в ЄС, Таллінн, Естонія
У 2018—2024 рр. — Радник посланник у Посольстві Республіки Сербія в Сполучених Штатах Америки
28 жовтня 2024 року — призначений Надзвичайним і Повноважним Послом Республіки Сербія в Києві (Україна);
20 грудня 2024 року — вручив копії вірчих грамот заступнику міністра закордонних справ України Олександру Міщенко.
23 грудня 2024 року — вручів вірчі грамоти Президенту України Володимиру Зеленському